# Jacobo Arbenz Guzmán
Jacobo Arbenz Guzmán (Quetzaltenango, 14. rujna 1913. – Mexico City, 27. siječnja 1971.), gvatemalski političar i predsjednik.
Bio je Ustavom izabran gvatemalski predsjednik koji je 1954. godine uz pomoć SAD-a i multinacionalnih kompanija te domaće oligarhije nasilno srušen s vlasti. U svom predsjedničkom mandatu započeo je brojne reforme, među kojima i agrarnu, koja je imala izniman značaj za njegovu zemlju.